# ラミロ3世 (レオン王)
ラミロ3世 （Ramiro III de León、961年 - 985年6月26日）は、レオン王（在位：966年 - 984年）。

## 生涯
父であるサンチョ1世の暗殺後、王国の摂政についたのは2人の女性だった。1人は叔母エルビラ・ラミレス、もう1人はラミロ3世の実母で夫の死後修道女となったテレサ・アンスレスであった。ラミロ3世が王位についたときはわずか5歳だった。
王として、カリフ・ハカム2世との和平を批准し、ガリシア貴族ロセンドを副官に命じて968年にガリシアに上陸したヴァイキングを破った。
975年、サラセン人の援軍が到着する前に、彼はサン・エステバン・デ・ゴルマスの城の包囲を解かねばならなかった。レオン、ナバラ、カスティーリャ軍の撤退による大敗は、エルビラ・ラミレスの摂政位辞任、テレサ・アンスレスのみが摂政となるという政治的危機を招いた。
976年、ハカム2世が死去し、わずか11歳のヒシャーム2世が即位した。新たにアル・マンスールが宰相となった。970年代後半から980年代前半、アル・マンスールはレオン王国への襲撃を第一に行っていた。サモーラ、ルエダ、アティエンサ、セプルヘダがイスラム教徒の手に落ちた。
レオン王に対しガリシア貴族とポルトガル貴族からの不満が生まれた。サンチョ1世、ラミロ3世の時代を通じて、時がたっても貴族の不満が解消されることはなかった。困難で連続して起こるイスラム教徒との戦いの敗北は、貴族の不満を増加させた。ついに、これら貴族はラミロ3世に反乱を起こし、981年にベルムード・オルドニェスがベルムード2世として王位についた 。ベルムードはオルドーニョ3世の子で、ラミロ3世とはいとこ同士だった。982年の春から夏にかけて、ベルムードの支持者らはガリシアを手中においていた。そして彼は10月15日（または11月13日）、サンティアゴ・デ・コンポステーラで戴冠した。レオン王国は2つに分裂した。レオン王国とカスティーリャはラミロ3世に忠実であった。ガリシアとポルトガルはベルムードの味方だった。983年初頭、ラミロ3世軍はガリシア、アンタス・デ・ウリャ近郊でベルムード軍と対決した。結果は不明であり、ベルムードはガリシアに残り、ラミロ3世はレオン王国において国土をイスラム教徒の攻撃から守ることに焦点をおいた。984年春までには、一部の伯がベルムードを王として承認していた。2人の王を掲げたまま決着はつかず、985年にラミロ3世が死んで初めてベルムード2世が王国を単独で治めることとなった。
985年、ラミロ3世はデストリアナで没し、サン・ミゲル修道院に埋葬された。2世紀後、フェルナンド2世はラミロ3世をアストルガ聖堂へ移葬するよう命じた。

## 子女
980年、サルダーニャ伯ゴメス・ディアスの娘サンチャと結婚し、1男をもうけた。
- オルドーニョ・ラミレス（Ordoño Ramírez）（981年頃 - 1024年以前） - ベルムード2世の娘クリスティーナと結婚